# Titanacris velasquezii
Titanacris velasquezii är en insektsart som först beskrevs av Nieto 1857.  Titanacris velasquezii ingår i släktet Titanacris och familjen Romaleidae. Inga underarter finns listade i Catalogue of Life.